# 保罗·克塞
保罗·克塞（英語：Paul Kersey，1970年2月10日—）是一位美国演员。他与女演员宁静一同在冯小宁所导演的电影《红河谷》（1997年）与《黄河绝恋》（1999年）中领衔主演。克塞亦在电影《绿巨人》（2003年）中饰演年轻时的大衛·班納。他还在2000年电视剧《遺忘的碎片》中饰演了詹姆士·柯本的儿子。